# Orange Democratic Movement–Kenya
Orange Democratic Movement-Kenya (ODM-Kenya) är ett politiskt parti i Kenya, som bildades genom en utbrytning ur partiet ODM 2007. Partiledare är Kalonzo Musyoka.
ODM-Kenya bildades efter en schism mellan Kalonzo Musyoka och Raila Odinga, vilken slutade med att ODM splittrades. Till utbrytarpartiet anslöt sig bland andra Julia Ojiambo. I samlingsregeringen efter valet 2007 fick ODM-Kenya två ministerposter, Musyoka blev vicepresident och Mutula Kilonzo minster för storstadsutveckling ("Nairobiminister").
ODM-Kenya var efter valet 2007 det tredje största partiet i Kenyas parlament.